# 谢兹讷沃
谢兹讷沃（法語：Chèzeneuve，法語發音：[ʃɛznœv]）是法国伊泽尔省的一个市镇，属于拉图尔迪潘区。

## 地理
谢兹讷沃（45°33'44"N, 5°13'24"E）面积6.79 平方千米，位于法国奥弗涅-罗讷-阿尔卑斯大区伊泽尔省，该省份为法国东南部内陆省份，北起顺时针与安省、萨瓦省、上阿尔卑斯省、德龙省、阿尔代什省、卢瓦尔省和罗讷省。
与谢兹讷沃接壤的市镇（或旧市镇、城区）包括：阿尔塔、克拉希耶、多马兰、富尔、莫贝克、圣阿尔邦德罗什。

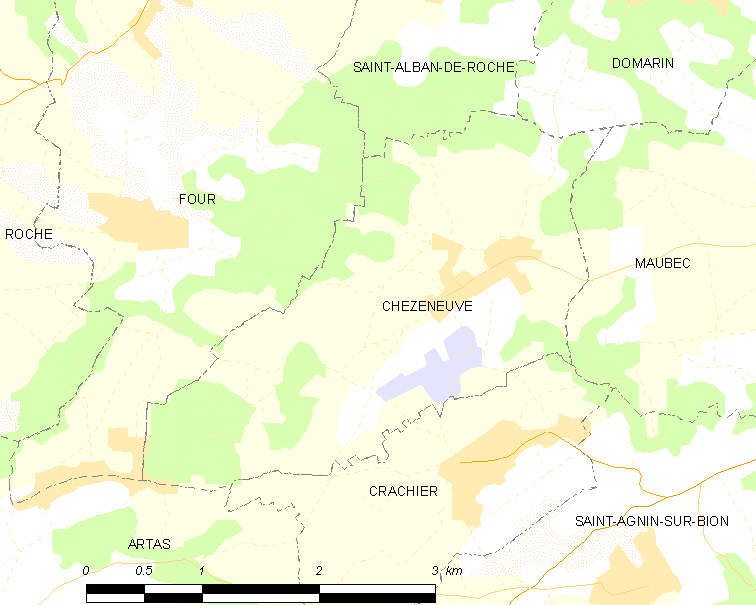
谢兹讷沃的OSM定位图

谢兹讷沃的时区为UTC+01:00、UTC+02:00（夏令时）。

## 行政
谢兹讷沃的邮政编码为38300，INSEE市镇编码为38102。

## 政治
谢兹讷沃所属的省级选区为利勒达博县。

## 人口

1962-2008年间谢兹讷沃人口变化图示

谢兹讷沃于2022年1月1日时的人口数量为650人。